# Гречухино (Шелковская волость)
Гречухино — деревня в Великолукском районе Псковской области России. Входит в состав сельского поселения «Шелковская волость».
Расположена в 18 км по дорогам или в 7 км к востоку от границы райцентра Великие Луки и в 3 км к югу от деревни Першино.

## Население
Численность населения деревни по состоянию на 2000 год составляла 14 жителей, на 2010 год — 4 жителя.